# Københavns brand 1728
Københavns brand 1728 var den største brand i Københavns historie. Den rasede ca. 60 timer (2½ døgn) fra onsdag aften den 20. oktober 1728 til lørdag morgen den 23. oktober og fortærede ca. 28% af byen (eller 47% af matrikelnumre i den centrale middelalderlige del af byen). Branden er, sammen med Københavns brand 1795 og saneringer i 1940'erne, en væsentlig årsag til, at der ikke er mange spor af middelalderens København i nutiden.
Branden i 1728 gjorde op mod 20% af Københavns befolkning hjemløse.

## Brandens forløb

### Onsdag
Branden begyndte mellem kl. 18 og 20:30, men sandsynligvis var det omkring 19:30. Stedet er derimod sikkert: i Signe, Boye Hansens enkes hus, næsten lige ud for Vesterport i Lille Sankt Clemens Stræde på hjørnet ud mod Vestervold, matriklen Vester Kvarter 146 efter matriklen fra 1699). I dag munder Frederiksberggade ud i Rådhuspladsen på omtrent samme sted. Blandt lejerne af huset var marketender (restauratør) Peder Rasmussen og hans hustru Anne Iversdatter. Hos dem brød ilden ud på loftet.
Der blev snart slået alarm, men brandvæsenets primitive udstyr, flere mærkværdige dispositioner fra lederne af kampen mod ilden og en række uheldige forhold gjorde kampen håbløs. Især Københavns kommandant, Georg Wilhelm von Hedwiger Sponneck, spillede en uheldig rolle, idet han nægtede at åbne Vesterport, så man kunne hente vand i Stadsgraven eller hente hjælp fra omegnen. Sponneck frygtede, at hans soldater ville desertere, hvis porten blev åbnet.
Vinden blæste fra sydvest og bar ilden langs Lille Sankt Clemens Stræde, Store Sankt Clemens Stræde, Vombadstuestræde (på kortet: Vognbadstuestræde), Antiquitetsstræde og Hellig-Kors Stræde og snart også Vestergade, der omkring kl. 21 brændte på begge sider. Herfra arbejdede ilden sig frem via Store Lars Bjørns Stræde og Lille Lars Bjørns Stræde (nu Larsbjørnsstræde) og Studiestræde.
Ud på aftenen nåede den frem til Sankt Peders Stræde, hvor Valkendorfs Kollegium (Nørre Kvarter 122) blev flammernes bytte undtagen auditoriebygningen med biblioteket. Professor Peder Nielsen Horrebow, der boede på kollegiet, mistede det meste af sit indbo. Samtidigt nåede ilden professor Hans Steenbuchs bolig i Studiestræde (Nørre Kvarter 60). Omkring midnat nåede ilden præstegården ved Sankt Petri Kirke.
I Nørregade opstod der onsdag aften – muligvis mellem kl. 22 og 23 – en ny brand i en bryggergård. Kort forinden var ilden fra den oprindelige brand nået til Gammeltorv, hvor alle kæmpede for at holde den tilbage og for sent tog sig af den nye brand. Da vinden omkring midnat slog om i vest, blev forholdene for Nørregade endnu mere kritiske, da ilden nu fra en bred front blev drevet frem mod gaden. Til at begynde med søgte mandskabet at holde ilden på den vestlige side af Nørregade, men ud på natten spredte den sig til den østlige side. Samtidig bevægede branden sig ad den nuværende Nørre Voldgade mod Nørreport.

### Torsdag
Ved Gammeltorv forsøgte soldater tidligt torsdag morgen som et desperat forsøg på at holde flammerne fra at sprede sig ved at skyde nogle af de allerede brændende huse i grus med kanoner. Da det ikke lykkedes, blev der givet ordre om at sprænge dem i luften med krudt. Vinkælderen Blasen på hjørnet mellem Vestergade og Nørregade skulle sprænges først, men det endte med, at krudtet gik af, mens der stadig var folk, der bar krudt ind i bygningen. Blasen blev fjernet, men med adskillige dræbte og sårede til følge. Eksplosionen satte uheldigvis ild til de nærliggende ejendomme som Vor Frue Kirke. Kl. kvart over 9 - halv 10 faldt kirkens spir ned på gaden, og snart stod hele kirken i brand med alle de genstande, som byens borgere havde anbragt inde i kirken i et forsøg på at beskytte dem mod flammerne.
I Nørregade nåede flammerne ca. kl. 8 torsdag morgen Sankt Petri Kirke. Og hen ad kl. 9 nåede de bispegården (Nørre Kvarter 112), der udbrændte med alt indboet – undtagen det tøj Sjællands biskop, Christen Worm, der var på visitatsrejse, havde på og tre bønnebøger.
Ved Nytorv åd flammerne Det Kongelige Vajsenhus' bygning – på grunden ligger Domhuset i dag. Og Københavns Gamle Rådhus mellem Nytorv og Gammeltorv var nu stærkt truet. Omkring kl. 10 fik ilden fat også her, og rådhuset kunne snart føjes til listen over tabte bygninger. Fra Gammeltorv åd branden sig vej ad Klædeboderne (den del af det nuværende Skindergade, der ligger nærmest Gammeltorv), Skindergade, Skoubogade og Vimmelskaftet på vej mod Amagertorv, mens den fra Nytorv fandt føde i Rådhusstræde på vej mod Frederiksholms Kanal og Slotsholmen.
Torsdag bød også på enkelte nye brande. Grev Adam Christopher Knuths gård i Pustervig, en kælder i Købmagergade og en høstak ved Nørreport brød alle i brand – sidstnævnte nok på grund af vindbårne gnister.
Københavns Universitet blev berørt af branden, da den fik fat i Vor Frue Kirke. Kommunitetsbygningen, ejet af Kommunitetet, universitetets hovedbygning (Studiegården) – samme sted som universitetets nuværende hovedbygning – og anatomibygningen (Domus Anatomica) med det anatomiske teater (Theatrum anatomicum) gik til grunde.
Professor Hans Steenbuch havde, da hans bolig gik op i flammer, søgt til professor Hans Grams bolig, hvor både han og det meste af hans indbo fandt en foreløbig redning. Nu nåede ilden imidlertid også Grams bolig ved Vor Frue Kirke (Klædebo Kvarter 245), og der blev ikke tid til at redde Steenbuchs indbo, mens Gram reddede det meste af sit. Langs Store Kannikestræde blev den ene professorbolig efter den anden flammernes bytte: Johannes de Buchwald (Klædebo Kvarter 244), Caspar Bartholin den Yngre (Klædebo Kvarter 243), broderen og naboen Hans Bartholin (Klædebo Kvarter 41), Christian Thestrup (Klædebo Kvarter 32), Árni Magnússon (Klædebo Kvarter 35), Edvard Londeman (Klædebo Kvarter 36) og Mathias Anchersen, der som sognepræst ved Trinitatis Kirke boede i præstegården på Regensens grund (Klædebo Kvarter 44) blev alle hjemløse. Ud over professorboligerne faldt også Borchs Kollegium og Elers Kollegium for ildens hærgen, mens Regensen blev slemt beskadiget. Det lykkedes dog at redde fløjen ud mod Købmagergade og Regenskirken.
Næste store offer for flammerne blev Trinitatis Kirke, der husede Københavns Universitetsbibliotek på loftet. Arne Magnusson havde her lagret sin samling af dokumenter fra de foregående 40 år. Til alt held havde han nylig fået ordnet hjulene på sin hestevogn, der jævnligt blev ødelagt af brostenene. Den aften blev i løbet af seks timer hele den samling, der endnu i dag findes bevaret af tekster fra middelalderens Island, bjerget fra branden i denne sølle kærre. Det meste af Magnussons samling blev alligevel flammernes bytte, omkring 5.000 kopier af breve og diplomer, som der heller ikke findes originaler af. Ilden fik fat omkring kl. 17, og efter at den i flere timer havde ædt af kirkens indre, slog flammerne omkring kl. 22 gennem taget. Loftet brast og afleverede det resterende universitetsbibliotek til ildhavet, hvor det forsvandt. Begge originaler af Fagrskinna - både A- og B-versionen - gik tabt. I dag findes Fagrskinna kun bevaret i de afskrifter, Thormod Torfæus fik lavet.
Rundetårn slap nogenlunde uskadt, men observatoriet på toppen udbrændte.
Fra Gammeltorv havde ilden spredt sig til Ulfeldts Plads, nu Gråbrødretorv, omkring kl. 16. Skamstøtten over Corfitz Ulfeldt mistede i heden fra de brændende bygninger et par bogstaver. Et par timer senere nærmede ilden sig Helligåndskirken. Kl. 20 gik kirkens klokkespil i gang og spillede som sin egen begravelsessalme Thomas Kingos Vreden din afvend, herre Gud, af Naade.
Fra Trinitatis Kirke forsatte branden ad Landemærket mod Gothersgade. Her stødte den sammen med den del af branden, der havde ædt sig langs den nuværende Nørre Voldgade og siden ned af Gothersgade. Omkring midnat stod Reformert Kirke i brand. Det eneste sted i byen, hvor der på det tidspunkt var nogenlunde kontrol med ilden, var omkring Vandkunsten.

### Fredag
Fredag morgen skiftede vindretningen igen, denne gang til nord. Der var imidlertid omsider ved at komme system i brandbekæmpelsen, og ledelsen satsede på at standse ilden i kvarteret omkring Magstræde. Det lykkedes ikke, da ilden fik fat i sæbesyderiet i Magstræde ved middagstid. Vinden var nu i nordvest og brandbekæmpelsen flyttede via Snaregade til Nybrogade, Naboløs og Gammel Strand. Det lykkedes ikke at redde Nybrogade.
Længere mod øst bredte ilden sig sydpå over Klareboderne og Møntergade. Poul Fechtels Hospital i Møntergade forsvandt i flammerne med nogle af beboerne. Lidt længere nede måtte professor Ludvig Holberg rykke ud af sin bolig i Købmagergade (Købmager Kvarter 18). Ved midnat var branden tæt på Silkegade og Store Regnegade.

### Lørdag
I løbet af natten lagde vinden sig og bremsede ildens fremmarch. Samtidig blev 36 udvalgte ejendomme revet ned for at danne brandbælter. Det bevirkede, at ilden blev stoppet ved hjørnet af Store Regnegade og Gothersgade. Længere mod vest havde Amagertorv og Sankt Nicolai Kirke været truet, men ilden blev stoppet ved Amagertorv, hvor kun de tre ejendomme længst mod nordvest (Frimands Kvarter 8, 10 og 11) gik tabt.
Branden i Magstræde ved sæbesyderiet var stadig en trussel. Ilden åd sig vej langs Snaregade. For enden af Snaregade lå viceborgmester Christian Berregaards ejendom (Snarens Kvarter 2), som man ihærdigt forsøgte at redde. Husene rundt om blev nedrevet, og på den anden side af gaden besluttedes det at fjerne et brændende hus med krudt. Det gik ikke meget bedre end med vinkælderen Blasen. Krudtet gik af, folk sprang for livet, og viceborgmesterens ejendom blev antændt og udbrændte. Det lykkedes dog at stoppe ildens fremmarch også her, så bl.a. blev Christoffer Valkendorfs vejerbod reddet.
Brandens dæmpelse lørdag blev i tråd med det tidlige 1700-tals kristendomsforståelse set som et resultat af Guds direkte indgriben. For at takke Gud indførte kongen en årlig københavnsk helligdag den 23. oktober, hvor der i alle Københavns kirker blev holdt taksigelsesgudstjeneste. Denne helligdag blev først afskaffet med Helligdagsreformen af 1770.

## Tabene ved branden
Tabet af ejendomme ved branden kan opgøres nogenlunde sikkert, da der blev udarbejdet detaljerede oversigter umiddelbart efter den. Stadskonduktør Søren Balle afleverede den første 1. november 1728, og 13. april 1729 afleverede Københavns Magistrat en tilsvarende, udarbejdet efter kongeligt reskript af 12. december 1728. Forskellen mellem de to optegnelser er beskeden: ifølge Kaare Lauring drejer det sig kun om skadernes omfang på 43 matrikler. Det er temmelig sikkert, at 1.227 matrikelnumre med ca. 1.600 bygninger blev flammernes bytte. Det skal sammenholdes med, at hele København bestod af ca. 4.500 matrikler, så ca. 28 % af byens matrikler var brændt. Ser man kun på den middelalderlige del af byen, stiger procentdelen til 47 %.
Magistraten lavede også en oversigt over de skånede dele af byen, hvoraf det fremgår, at 8.749 personer fra de brandramte dele havde fundet logi i de skånede dele. Kaare Lauring vurderer, at op mod 15.000 var blevet hjemløse, dvs. op mod 20 % af Københavns befolkning, der var på ca. 70.000 personer. Antallet af omkomne og sårede kendes ikke. Noget kan udledes af kirkebøger og andre kilder, men tallet forbliver usikkert. Formodentlig var der dog tale om forholdsvis små størrelser i forhold til brandens omfang.
Var tabet af ejendomme stort og de menneskelige omkostninger høje, så var det kulturelle tab ét, der stadig mærkes. Universitetsbiblioteket var uden tvivl det største og oftest nævnte. 35.000 bind og et stort historisk arkiv forsvandt i flammerne. Optegnelser fra historikerne Hans Svaning, Anders Sørensen Vedel, Niels Krag og Arild Huitfeldt, fra Ole Worm, Ole Rømer, Tycho Brahe og brødrene Hans og Caspar Bartholin gik med. Peder Hansen Resens Atlas Danicus og Sjællands Stifts arkiv kan også skrives på tabslisten. Stiftsarkivet var blev flyttet til universitetsbiblioteket samme dag, som branden brød ud.
Også flere andre bogsamlinger gik tabt. Professor Mathias Anchersen begik den fejl at bringe sit indbo i sikkerhed i Trinitatis Kirke. Árni Magnússon mistede alle sine bøger, notater og optegnelser, men fik dog reddet sin værdifulde samling af islandske håndskrifter. Den ældste af de islandske sagaer, Heiðarvíga saga, om en kamp på heden nord for Borgarfjörður i 1014 og nedskrevet omkring 1200, gik tabt i branden. Den er rekonstrueret ud fra mindet.
På Borchs Kollegium brændte 3.150 bøger, samt dets Museum Rarirorum med samlinger af zoologiske og botaniske mærkværdigheder. Det udbrændte observatorium i Rundetårn rummede måleinstrumenter fra Tycho Brahe og Ole Rømer. Professorerne Horrebow, Steenbuch og to gange Bartholin mistede også praktisk taget alt, og en stor del af stadens arkiv brændte desuden sammen med rådhuset.
| Citat          | I Bibliotheket oven på Trinitatis Kirke vare mange Ting, som Verden nu ikke mere eier; hvilken Skade kan ikke afhielpes. | Citat |
| Árni Magnússon | |       |

## Brandens følger
Efter genopbygningen af rigets hovedstad blev der indført en del forandringer. Der blev nedsat flere kommissioner.
- Reguleringskommissionen (nedsat 5. november 1728)
- Bygningskommissionen (nedsat 18. marts 1729)
- Kommissionen for kirkernes og rådhusets genopførelse (nedsat maj 1729)

Reguleringskommissionen barslede efter opmålinger rundt i ruinerne med et forslag om, at der skulle være 12–15 m brede hovedstrøg med 10 m brede sidegader. Selv om folket godtog kongens guddommelige enevældige magt, fandt mange dog, at han med de nye regler greb ind i en af de fundamentale rettigheder, ejendomsretten. Folk ville ikke opgive noget af deres grund, for at gaderne kunne blive bredere. Den nye kommission blev oversvømmet med utallige klager over de nye bestemmelser. Det betød, at den langsomt blev nødt til at slække på kravene. Således blev gaderne i størstedelen af tilfældene ikke bredere.
Størstedelen af husene bygget før branden var bindingsværkshuse. Bygningskommissionen foreslog nu, at nye huse skulle være grundmurede. Igen kom der mange protester. Bl.a. var størstedelen af fundamenterne kun beregnet på at bære et hus af bindingsværk og ikke et meget tungere grundmuret, og udgifterne var betydeligt større. Til Reventlows fortrydelse tillod overlandinspektør J.C. Krieger af hensyn til handlen at opføre baghuset i bindingsværk, hvis de handlende "uden længere tids spilde" inden et år opførte et forhus i grundmur, mens baghuset kunne forblive i bindingsværk. For at få gang i opførelsen af forhusene ansatte kongen sin svoger Christian Ditlev Reventlow, der som præsident i Altona, havde ledet genopbygningen der efter en brand i 1713. I 1730 døde Frederik 4., og Reventlow blev afskediget. 31. januar. 1731 bekendtgjorde Christian 6., at borgerne måtte bygge deres huse i bindingsværk eller grundmur, som de kunne afstedkomme. Det satte for alvor gang i byggeriet. 16. marts 1731 blev bygningskommissionen nedlagt, og det private byggeri sorterede herefter under stadsbygmester Niels Banner Mathiesen.
Et andet problem ved genopbygningen var, at folk havde mistet alt i branden. Der fandtes ikke banker, og folk havde deres opsparing liggende i husene. I mange ruiner lå smeltede mønter og sølvtøj; noget blev afleveret til ejerne, mens andet forsvandt. Mange handlende havde ligeledes mistet deres varelagre og råmaterialer.
Mange havde lånt penge til opførelse af deres huse, og lånet skulle tilbagebetales over en årrække. Kunne de ikke betale, mistede de huset. For de huse, der var opført for lånte penge inden branden, kunne udlåneren forlange at få hele beløbet udbetalt, men da de fleste også havde mistet deres levebrød i branden, kunne de ikke betale. Det blev bygningskommissionen og borgerrepræsentationens opgave at få de forskellige kreditorer til at nedsætte debitorernes gæld. Efter mange forhandlinger nedskrev de private kreditorer deres tilgodehavender med 35-50% og eftergav skyldnerne to til tre års renter. Gæld til det offentlige blev nedskrevet med 33 % og renten eftergivet i to år, en del lavere end den private del. Kreditorerne overtog grundene fra dem, der stadig ikke kunne genopføre deres huse, og de ramte personer blev erklæret personligt konkurs. Det skete for 619 grundejere hvilket svarer til ca. 50 % af husejerne til de ramte matrikler.
26. januar 1731 blev Kjøbenhavns Brandforsikring grundlagt. Før den tid var brandforsikring et ukendt begreb. Den 21. december samme år blev den første brandforsikring tegnet af gehejmeråd Otto Blome for sin grundmurede gård på Amagertorv nr. 4. (Det der i dag er Den kongelige Porcelainsfabrik).
Bybilledet blev forandret i dele af det middelalderlige København. Den største forandring var sammenlægningen af Store og Lille Skt. Clemens Stræde gennem nogle nedbrændte grunde til den nye Frederiksberggade fra Gammeltorv til Vesterport. Med denne nye gade var det, der i dag er kendt som Strøget, en realitet. Andre smågader blev også sløjfet. De helt store ændringer blev det dog ikke til. Nogle af de fravegne krav kom op igen ved branden i 1795.